# Hetære
Hetære (græsk: ἑταίρα, hetai'ra = veninde, ledsagerske, jfr. hetairos i den makedonske hær, en livvagt for herskeren og medlem af en adelig rytterstyrke på ca. 3.000 mand) var i oldtidens Grækenland betegnelsen for en kurtisane.

## Udenfor samfundet
Hetærerne stod øverst på rangstigen blandt Athens prostituerede, og tilbød normalt ikke seksuelle tjenester. Med sin gode uddannelse kunne hetæren - for betaling - tilbyde lærde mænd givende samtale og et kultiveret samvær. Hun kunne ofte underholde med dans, sang og spil. En hetære bestyrede sin egen formue uden nogen mandlig formynder. Hun stod under statens beskyttelse og betalte skat, men stod udenfor de strenge familiestrukturer i antikkens græske bystater. Mange gjorde sig bemærket som selvstændige intellektuelle med litterær og musikalsk dannelse i et samfund, hvor kvinderne ellers blev holdt isoleret i hjemmet.
I romersk kejsertid blev det forbudt for fornemme romerinder at leve som hetærer.

## Kendte hetærer
- Aspasia (Ἀσπᾰσίᾱ)[5] - Perikles' samleverske og mor til hans søn.
- Fryne (Φρύνη = frøen)[6] - billedhuggeren Praxiteles' model for Afrodite. Hun skal ved at blotte brystet i retssalen være blevet frikendt for en anklage om at have vanhelliget de eleusinske mysterier.
- Thaïs (Θαΐς) - fulgte Alexander den Store på hans felttog og var ifølge Diodorus Siculus den, der fandt på at nedbrænde paladset i Persepolis. Thaïs blev senere Ptolemaios 1.s elskerinde, og har lagt navn til Jules Massenets opera fra 1894.[7]
- Thargelia (Θαργηλία) - skal ifølge Hippias have været gift fjorten gange.[8]